# PGC 3829
LEDA/PGC 3829, auch ESO 352-2 genannt, ist eine spiralförmige Radiogalaxie vom Hubble-Typ Sc im Sternbild Bildhauer am Südsternhimmel.
Im selben Himmelsareal befinden sich u. a. die Galaxien PGC 73550, PGC 73570, PGC 671897, PGC 677969.

## NGC 55-Gruppe (LGG 4)
| Galaxie  | Alternativname | Entfernung / Mio. Lj |
| -------- | -------------- | -------------------- |
| NGC 55   | PGC 1014       | 4                    |
| NGC 300  | PGC 3238       | 5                    |
| NGC 7793 | PGC 73049      | 10                   |
| PGC 621  | ESO 349-31     | 10                   |
| PGC 3589 | ESO 351-30     | k. A.                |
| PGC 3721 | ESO 295-29     | 263 !!               |
| PGC 3829 | ESO 352-2      | k. A.                |